# Zubin Mehta
Zubin Mehta (ज़ुबिन मेहता; Bombay, 29 aprile 1936) è un direttore d'orchestra indiano.

## Biografia

### Studi ed esordi
È nato da una famiglia aristocratica indiana parsi a Bombay (oggi Mumbai), figlio di Mehli Mehta e Tehmina Mehta. Suo padre, pioniere della musica occidentale in India, è stato violinista e direttore d'orchestra nonché fondatore, nel 1935, della Bombay Symphony Orchestra. Zubin studiò al liceo Santa Maria a Mazagoan (Bombay). Inizialmente attratto dagli studi in medicina, decise poi di studiare musica e all'età di diciotto anni si recò a Vienna, dove seguì i famosi corsi di direzione d'orchestra del maestro Hans Swarowsky, frequentati in quel periodo anche da Claudio Abbado e Daniel Barenboim. Qui inoltre studia anche pianoforte e contrabbasso, strumento con il quale comincia a suonare nella Wiener Kammerorchester.
Nel 1958 debuttò a Vienna come direttore d'orchestra e nello stesso anno vinse il Concorso internazionale di direzione d'orchestra di Liverpool, diventando di conseguenza assistente direttore della Royal Liverpool Philharmonic. Nel 1960 assunse la direzione della Orchestre symphonique de Montréal, posto che tenne sino al 1967.

### Carriera
Per il Teatro La Fenice di Venezia nel 1961 diresse un concerto nel cortile di palazzo Ducale. Seguirono altri prestigiosi incarichi: fu direttore musicale della Los Angeles Philharmonic Orchestra tra il 1962 e il 1978; nel Dorothy Chandler Pavilion al Music Center di Los Angeles diresse le prime esecuzioni assolute nel 1969 di Rhapsodie di Eugene Zador e nel 1971 di Forest Music di Paul Chihara.
Al Festival di Salisburgo diresse nel 1962 un concerto con Géza Anda e i Wiener Philharmoniker, nel 1963 un concerto con Nathan Milstein, nel 1964 con Wolfgang Schneiderhan e la Berliner Philharmonisches Orchester, nel 1965 la prima rappresentazione nel Kleines Festspielhaus di Die Entführung aus dem Serail con Reri Grist, Fernando Corena, Anneliese Rothenberger e Fritz Wunderlich, un concerto con Daniel Barenboim al pianoforte, nel 1967 un concerto con Dietrich Fischer-Dieskau, nel 1968 con Jacqueline du Pré, nel 1971 con Pinchas Zukerman e l'Orchestra filarmonica d'Israele, nel 1973 con Alfred Brendel, nel 1975 con Itzhak Perlman, nel 1976 con André Watts, nel 1980 due concerti con New York Philharmonic, nel 1983 la Sinfonia n. 3 di Gustav Mahler, nel 1987 con Maurizio Pollini, nel 1990 la Sinfonia n. 8 di Anton Bruckner, nel 1991 la Sinfonia n. 9 di Mahler e un concerto con Radu Lupu, nel 1995 con Maxim Vengerov e la Sinfonia n. 2 di Mahler, nel 1996 la Messa da requiem di Verdi con l'orchestra e il coro del Maggio Musicale Fiorentino, Dolora Zajick, Vincenzo La Scola e Roberto Scandiuzzi e la prima rappresentazione in concerto nella Felsenreitschule de Il prigioniero di Luigi Dallapiccola e dei Quattro pezzi sacri di Verdi con Lucio Gallo, nel 1999 un concerto con Gil Shaham ed uno con Yefim Bronfman, nel 2012 un concerto con Thomas Hampson ed uno con Fiorenza Cedolins e Plácido Domingo, nel 2013 Falstaff con Ambrogio Maestri, Fiorenza Cedolins, Eleonora Buratto e Massimo Cavalletti con i Wiener Philharmoniker, nel 2014 Der Rosenkavalier e nel 2021 Tosca al Festival di Pentecoste con Anna Netrebko, Jonas Kaufmann e Luca Salsi.
Al Metropolitan Opera House debuttò nel 1965 dirigendo l'Aida con Gabriella Tucci e Franco Corelli, nel 1966 diresse Turandot con Birgit Nilsson, Teresa Stratas e Bonaldo Giaiotti, nel 1967 Otello con Montserrat Caballé e Tito Gobbi, la prima mondiale di Mourning Becomes Electra di Marvin David Levy con Sherrill Milnes e Carmen con Grace Bumbry, nel 1968 Tosca con Régine Crespin e nel 1969 Il trovatore con Domingo e Leontyne Price.
Per il Teatro Comunale di Firenze diresse nel 1969 la ripresa di Aida con Virginia Zeani, Shirley Verrett, Carlo Bergonzi e Carlo Cava, nel 1987 la Sinfonia n. 2 di Mahler con Waltraud Meier, nel 1990 l'esecuzione radiotrasmessa del Trovatore con Luciano Pavarotti, Antonella Banaudi nel ruolo di Leonora, Dolora Zajick (Azucena), Giorgio Zancanaro e Barbara Frittoli (Ines), e, nel 1994 la prima esecuzione nel Palazzo dello Sport della Messa di Requiem di Verdi con Pavarotti e Moses und Aron di Arnold Schönberg, nel 1996 l'Aida, la Lucia di Lammermoor, Il prigioniero di Dallapiccola e i Quattro pezzi sacri di Verdi, nel 2001 Il trovatore inaugurazione del Festival e celebrazione del Centenario Verdiano con Roberto Alagna, Fiorenza Cedolins, Carlo Guelfi, regia di Pierluigi Pizzi, nel 2002 Il ratto dal serraglio con Eva Mei e Patrizia Ciofi al Teatro della Pergola (di cui esiste un DVD trasmesso dalla Rai), e nel 2007 La forza del destino con Marcello Giordani (evento registrato dal vivo e trasmesso da Rai 3). Nel 2014 dirige Falstaff con Maestri e Carlo Bosi all'Opera di Firenze.
Ancora per il Teatro La Fenice torna nel 1974 con la Messa da requiem di Verdi con Fiorenza Cossotto e Plácido Domingo e con la Los Angeles Philharmonic Orchestra per un concerto sinfonico e nel 1983 al Teatro Malibran per un concerto.
Al Teatro alla Scala di Milano nel 1974 debuttò con Salomè con Gwyneth Jones, nel 1976 diresse Turandot con Gianfranco Cecchele e Renato Capecchi, nel 1977 tre concerti con Itzhak Perlman, nel 1978 Il trovatore con Sherrill Milnes, Éva Marton e la Cossotto e tre concerti con Martha Argerich, nel 1979 altri tre concerti con la Israel Philharmonic Orchestra, nel 1983 tre concerti con la Los Angeles Philharmonic Orchestra, Gidon Kremer e Yo-Yo Ma e musiche di Brahms, nel 1985 diresse un concerto con la New York Philharmonic, nel 1990 la Sinfonia n. 3 (Mahler) con l'Orchestra Filarmonica della Scala, nel 1995 un concerto con l'Orchestra del Maggio Musicale Fiorentino e Maxim Vengerov ed uno con la Israel Philharmonic Orchestra e Zukerman, nel 2001 Jérusalem con l'Orchestra ed il Coro del Wiener Staatsoper e Ferruccio Furlanetto e un concerto con i Wiener Philharmoniker, nel 2004 la Sinfonia n. 3 di Mahler con la Bayerisches Staatsorchester ed il Coro del Teatro alla Scala, nel 2005 un concerto con i Wiener Philharmoniker con musiche di Mozart, nel 2007 la Sinfonia n. 7 di Mahler con la Israel Philharmonic Orchestra e un concerto con l'Orchestra Filarmonica della Scala, nel 2010 Tannhäuser e un concerto con l'Orchestra Filarmonica della Scala e la Israel Philharmonic Orchestra.

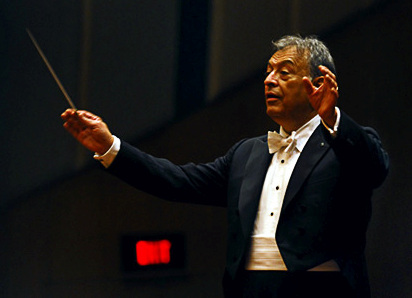
Zubin Mehta mentre dirige l'Orchestra filarmonica di Israele (2008)

Al Wiener Staatsoper debuttò nel 1975 dirigendo Lohengrin con Christa Ludwig, nel 1977 Salomè con la Jones, nel 1980 Tristan und Isolde, nel 1981 Das Rheingold con Gundula Janowitz e Die Walküre, nel 1987 Otello di Verdi con Domingo, Renato Bruson ed Anna Tomowa-Sintow e Tosca, nel 1993 Il trovatore con Cheryl Studer e Agnes Baltsa, nel 1995 Jérusalem con José Carreras e Samuel Ramey, nel 1997 Rienzi con Siegfried Jerusalem, nel 2008 Aida con Salvatore Licitra e La forza del destino. Alla Royal Opera House di Londra nel febbraio 1977 debuttò con Otello con Jon Vickers e Raina Kabaivanska, nel maggio La fanciulla del West con Domingo e in dicembre Die Fledermaus con Kiri Te Kanawa e Hermann Prey, nel 1979 Salomè con Hildegard Behrens, nel 1980 Tristan und Isolde, nel 1984 Aida con Katia Ricciarelli e Pavarotti, nel 1991 Carmen e nel 1992 Tosca con Pavarotti.
Nel 1978 assunse la direzione della New York Philharmonic, mantenendo l'incarico sino al 1991 e diventandone così il direttore di più lunga permanenza. Con la New York Philharmonic ha effettuato una tournée in India nel 1984, toccando anche la sua città natale Bombay, e vi tornò nel novembre-dicembre 1994 con la Israel Philharmonic Orchestra e con i violinisti Itzhak Perlman e Gil Shaham. La sua collaborazione con la Israel Philharmonic Orchestra, iniziata nel 1969 come consigliere musicale, lo ha portato al ruolo di direttore musicale nel 1977, incarico conferito a vita nel 1981. Con questa orchestra tornò nel 1971 in un concerto alla Fenice di Venezia. Nel 1984 diresse la prima rappresentazione in concerto nell'Horizons Hall di New York di Where the Wild Things are di Oliver Knussen.
Nel 1990 ha diretto l'orchestra del Maggio Musicale Fiorentino e l'orchestra del Teatro dell'Opera di Roma nel primo concerto dei Tre tenori (José Carreras, Plácido Domingo e Luciano Pavarotti) a Roma, collaborando con loro ancora nel 1994 al Dodger Stadium di Los Angeles: insieme a James Levine è il direttore che ha collaborato di più con I Tre Tenori). Nel giugno 1994 Mehta ha diretto il Requiem di Mozart, insieme ai membri e al coro della Sarajevo Symphony Orchestra presso le rovine della Biblioteca Nazionale di Sarajevo, in occasione di una raccolta fondi per le vittime del conflitto armato ed il ricordo delle centinaia di persone uccise durante la guerra in Jugoslavia.
All'Opera di Chicago nel 1993 debutta con Das Rheingold con Tatiana Troyanos e Bryn Terfel ed in seguito sempre nello stesso anno dirige Die Walküre, nel 1995 Sigfrido, nel 1996 Il crepuscolo degli dei e nel 1997 Le nozze di Figaro con Susan Graham e Renée Fleming. Nel 1994 diresse la prima rappresentazione nel Teatro romano di Orange della Messa di requiem di Verdi con Vincenzo La Scola e nel 1996 la prima rappresentazione nel Nippon H. Kaikan di Tokyo di Aida con Leona Mitchell.
Tra il 1998 e il 2006 ha ricoperto l'incarico di direttore musicale (GMD Generalmusikdirektor) della Bayerische Staatsoper (Opera di Stato della Baviera) di Monaco di Baviera. È inoltre direttore onorario dei Münchner Philharmoniker (Filarmonici di Monaco) e del Teatro San Carlo di Napoli. Dal 1986 è direttore principale dell'orchestra del Maggio Musicale Fiorentino (nel 2006 ne è divenuto direttore onorario a vita), con la quale ha realizzato importantissime produzioni e tournée, tra cui è da annoverare la celebre Turandot di Puccini nella Città proibita di Pechino, monumentale allestimento con la regia di Zhang Yimou, e Le Sacre du Printemps di Igor Stravinskij in Russia. Mehta ha diretto il Concerto di Capodanno di Vienna negli anni 1990, 1995, 1998, 2007 e 2015.
Alla Bayerische Staatsoper nel 2001 diresse Tristan und Isolde con Kurt Moll, Waltraud Meier e Bernd Weikl, Les Troyens con la Meier e Gino Quilico, Le nozze di Figaro con Bryn Terfel, Falstaff con Terfel e Gallo, Fidelio con Moll e la Sinfonia n. 9 (Beethoven) con Terfel ed Otello con Ruggero Raimondi, Falstaff con Ambrogio Maestri, Fiorenza Cedolins, Simon Keenlyside, Chen Reiss e nel 2002 Die Fledermaus con Jerusalem e Diana Damrau, Tosca con Daniela Dessì e Neil Shicoff, Das Rheingold con John Tomlinson, Bernarda Albas Haus di Aribert Reimann con Helga Dernesch, Aida con Carlo Colombara, Die Walküre con Tomlinson e la Meier, Don Carlo con Scandiuzzi, Ramón Vargas, Paata Burchuladze e Violeta Urmana e Sigfrido con Tomlinson. Dal 2005 è direttore principale (insieme a Lorin Maazel) del nuovo teatro dell'opera della Ciutat de les Arts i les Ciències di Valencia.
Zubin Mehta è particolarmente noto per le sue interpretazioni del repertorio tardo-romantico e di compositori come Anton Bruckner, Richard Strauss e Gustav Mahler. Ha diretto la London Philharmonic Orchestra nell'incisione del Concerto per sitar no. 2 del celebre suonatore di sitar Ravi Shankar. In campo operistico sono eccezionali i suoi risultati sulle opere di Giacomo Puccini, anche in campo discografico. La sua registrazione della Turandot di Puccini (realizzata dalla casa discografica londinese Decca Records nel 1972), con Luciano Pavarotti, è considerata un momento centrale nella storia discografica dell'opera.
Importantissime anche la registrazione de La fanciulla del West per la Deutsche Grammophon (1978 con Placido Domingo, Carol Neblett e Sherrill Milnes) e il film in diretta di Giuseppe Patroni Griffi Tosca, nei luoghi e nelle ore di Tosca (1992) con Plácido Domingo, Catherine Malfitano, Ruggero Raimondi, Giacomo Prestia, Giorgio Gatti e l'Orchestra Sinfonica di Roma della RAI. L'evento trasmesso da Rai 1, premiato con 3 Emmy Awards, ha avuto oltre un miliardo di spettatori nelle televisioni di 107 paesi nei 5 continenti.
Con Patroni Griffi tornò a un progetto analogo alla Tosca in diretta con La traviata a Paris (2000).
Eccezionali anche i suoi risultati con la musica a cavallo tra Otto e Novecento, e fondamentale il suo lavoro su Schönberg. Da non sottovalutare il suo lavoro sulle opere di Giuseppe Verdi, soprattutto de Il Trovatore: la sua registrazione dell'opera nel 1970 con la RCA (con Domingo, Leontyne Price, Sherrill Milnes e Fiorenza Cossotto) è una delle preferite dai discofili. Interessante il suo lavoro su Richard Wagner (specie del Der Ring des Nibelungen che ha eseguito spessissimo in teatro), da lui interpretato in modo caldo e sentimentale.
Il 22 novembre 2010, dopo aver diretto gratuitamente l'orchestra del Teatro Carlo Felice di Genova (da anni in crisi), pronunciò dal palco un discorso in difesa della cultura in Italia, oggetto di tagli finanziari da parte del governo. Nel 2013 diresse La traviata e Die Walküre al Palau de les Arts Reina Sofía. Nel 2014 diresse Salomè ed Aida con Franco Vassallo al Staatsoper Unter den Linden di Berlino, Tristan und Isolde al Maggio Musicale Fiorentino e La forza del destino e Turandot con Gregory Kunde a Valencia.

### Riconoscimenti e concerti commemorativi
Il 29 agosto 1999 ha diretto la sinfonia n. 2 di Gustav Mahler nelle vicinanze del campo di concentramento di Buchenwald nella città tedesca di Weimar, con la Bayerisches Staatsorchester e l'Orchestra filarmonica d'Israele.
Nel 2001 il Governo dell'India gli ha reso onore assegnandogli il Padma Vibhushan, il secondo premio civile per importanza in quel paese.

Nel luglio-agosto 2005, tornato a Bombay, ha organizzato l'attività della Fondazione musicale Mehli Mehta, intitolata a suo padre.

Nel settembre 2006 ha ricevuto i Kennedy Center Honors, prestigiosa onorificenza conferita dal Kennedy Center for the performing arts di Washington e gli viene conferito il Premio una vita nella musica sotto l'Alto patronato del Presidente della Repubblica al Teatro La Fenice durante un concerto.
Il 26 dicembre 2005, nel primo anniversario dello tsunami del 2004, ha partecipato, alla guida della Bayerisches Staatsorchester, al Madras Music Academy, speciale concerto in memoria delle vittime dello tsunami organizzato dal consolato tedesco di Madras in collaborazione con l'istituto Max-Mueller Bhavan/ Goethe, alla presenza di personalità come Amartya Sen (premio Nobel per l'economia nel 1998) ed il governatore del Tamil Nadu, Surjit Singh Barnala. Il 28 dicembre a Delhi ha diretto un concerto all'Indira Gandhi Stadium. Il 4 febbraio 2013 ha tenuto un concerto in Vaticano alla presenza di papa Benedetto XVI e del presidente della Repubblica Giorgio Napolitano. Il 25 marzo 2015 gli è stato conferito il Premio delle Arti Fiorentini nel Mondo.
Il 21 dicembre 2021 gli è stato intitolato, a Firenze, l'auditorium da circa 1200 posti costruito accanto al Teatro del Maggio Musicale Fiorentino.

### Vita privata
Mehta si è sposato una prima volta con il soprano canadese Carmen Lasky nel 1958. Dal matrimonio sono nati un figlio, Mervon, e una figlia, Zarina. Nel 1964, la coppia ha divorziato. Due anni dopo, Carmen ha sposato il fratello di Zubin, Zarin Mehta, oggi direttore esecutivo della New York Philharmonic. Nel luglio del 1969, Mehta si è sposato con Nancy Kovack, ex attrice  e personaggio televisivo statunitense.
Inoltre Zubin Mehta ha altri due figli: la terza, nata tra un matrimonio e l'altro, si chiama Alexandra. E l'ultimo, di nome Ori, è frutto di una relazione in Israele, secondo un'intervista rilasciata dallo stesso Zubin Mehta nel 2009.
La sua vita è stata documentata in un film di Terry Sanders, Ritratto di Zubin Mehta ed in un libro di Martin Bookspan e Ross Yockey intitolato Zubin: la Storia di Zubin Mehta. Suo fratello Zarin Mehta, che ha amministrato anche il Ravinia Festival (festival estivo della Chicago Symphony Orchestra), nel 2000 è stato nominato direttore esecutivo della New York Philharmonic.

## Discografia parziale
- Bach: "Double" Concerto for Two Violins, Violin Concertos Nos. 1 & 2 - Isaac Stern/Alexander Schneider/English Chamber Orchestra/London Symphony Orchestra/Zubin Mehta, 1981/1983 SONY BMG/CBS
- Bartók: Concerto for Orchestra/Suite from the Miraculous Mandarin - Berliner Philharmoniker/Zubin Mehta, 1990 Sony
- Bartók, Conc. vl. n. 1-2 - Midori/Mehta/Berliner Philharmoniker, 1990 Sony
- Beethoven, Conc. pf. n. 1-5 - Lupu/Mehta/Israel PO, Decca
- Beethoven: Conc. pf. n. 1-5, 6 Bagatelle, Andante Favori, Per Elisa - Vladimir Ashkenazy/Wiener Philharmoniker/Zubin Mehta, 1984 Decca
- Beethoven, Symphony No. 9 "Choral", "Choral" Fantasy - Zubin Mehta/Margaret Price/Marilyn Horne/Jon Vickers/Matti Salminen/Emanuel Ax/New York Choral Artists/New York Philharmonic, 1983 RCA Victor Red Seal
- Beethoven: Sinf. n. 1-9 - Orchestra del Maggio Musicale Fiorentino/Zubin Mehta, 2023 Dynamic
- Beethoven: Conc. vl., Son. vl. e pf. n. 10 - Los Angeles Philharmonic/Pinchas Zukerman/Mark Neikrug/Zubin Mehta, 1992 RCA Victor Red Seal
- Berlioz: Harold in Italy - Daniel Benyamini/Israel Philharmonic Orchestra/Zubin Mehta, 1975 Decca
- Berlioz: Sinf. fant. - New York Philharmonic/Zubin Mehta, 1980 Decca
- Brahms: Sinf. n. 1-4/Variazioni su un tema di Haydn/Ouverture tragica - Israel Philharmonic Orchestra/Zubin Mehta, 1993 Sony
- Brahms: Sinf. n. 1-4 - Münchner Philharmoniker/Zubin Mehta, 2024 MPHIL
- Brahms: Conc. pf. n. 1-2 - Yefim Bronfman/Mehta/Münchner Philharmoniker, 2024 MPHIL
- Brahms: Piano Concerto No. 1 in D Minor & 4 Ballades, Op. 10 - Arthur Rubinstein/Israel Philharmonic Orchestra/Julius Katchen/Zubin Mehta, 2000 Decca
- Brahms & Bruch, Violin Concertos - London Philharmonic Orchestra/Los Angeles Philharmonic/Pinchas Zukerman/Zubin Mehta, 2003 BMG/RCA
- Bruckner, Symphony No. 9 - Wiener Philharmoniker/Zubin Mehta, 1965 Decca
- Chopin, Conc. pf. n. 1 - Murray Perahia/Mehta/New York Philharmonic, 1980 CBS Masterworks
- Chopin, Conc. pf. n. 1-2 - Lang Lang/Mehta/WPO, 2008 Deutsche Grammophon
- Chopin, Conc. pf. n. 1-2 - Murray Perahia/Mehta/Israel Philharmonic Orchestra, 1990 Sony
- Ciaikovsky, Lago dei cigni/Bella/Schiaccianoci - Mehta/Israel PO/Bonynge, Decca
- Ciaikovsky, Piano Concerto No. 1 & Violin Concerto - David Oistrakh/Emil Gilels/Eugene Ormandy/New York Philharmonic/The Philadelphia Orchestra/Zubin Mehta, 1961 Sony
- Ciaikovsky, The Symphonies - Israel Philharmonic Orchestra/Los Angeles Philharmonic/Zubin Mehta, 2006 Decca
- Ciaikovsky, Violin Concerto - Itzhak Perlman/Janet Goodman Guggenheim/Israel Philharmonic Orchestra/Zubin Mehta, 1990 EMI
- Copland Barber, Fanfare for a Common man/Appalachian spring/Rodeo/Adagio - Mehta/LAPO, Decca
- Donizetti, Lucia di Lammermoor - Mehta/Devia/Bros/Frontali/Orchestra del Maggio Musicale Fiorentino, 1996 Fonè
- Dvorák: Cello Concerto & Richard Strauss: Don Quixote - Berliner Philharmoniker/Mischa Maisky/Zubin Mehta, 2003 Deutsche Grammophon
- Dvorák: Violin Concerto, Romance and Carnival Overture - Midori/New York Philharmonic/Zubin Mehta, 1989 SONY BMG/CBS
- Elgar: Enigma Variations, Cello Concerto - Lynn Harrell/Cleveland Orchestra/Lorin Maazel/Los Angeles Philharmonic/Zubin Mehta, 2013 Decca
- Gershwin: An American in Paris, Porgy and Bess Suite, Cuban Overture - New York Philharmonic/Zubin Mehta, 1991 Teldec
- Khachaturian, Violin Concerto & Meditation - Israel Philharmonic Orchestra/Itzhak Perlman/Zubin Mehta, 2005 EMI
- Haydn, Die Schöpfung - Mehta/Hendricks/Merritt/Van Dam/Israel Philharmonic Orchestra, 2012 Helicon Classics
- Haydn, Die Schöpfung - Mehta/Müller/Schmitt/Volle/Orchestra del Maggio Musicale Fiorentino, 2021 Dynamic
- Haydn, Die Schöpfung - Mehta/Erdmann/Korchack/Pape/Münchner Philharmoniker, 2021 MPHIL
- Holst Williams, Pianeti/Incontri ravvicinati - Mehta/LAPO, Decca
- Holst Williams, Pianeti/Star Wars Suite - Mehta/LAPO, 1971/1977 Decca
- Lalo: Symphony espagnole - Vieuxtemps: Violin Concerto No. 5 - Saint-Saëns: Introduction & Rondo capriccioso - Shlomo Mintz/Zubin Mehta, 1991 Deutsche Grammophon
- Liszt: Symphonic Poèms, Les Préludes, Orpheus, Mazeppa - Berliner Philharmoniker/Zubin Mehta, 1997 Sony
- Liszt, Hungarian Rhapsodies - Zubin Mehta/Israel Philharmonic Orchestra, 1989 Sony
- Mahler, Symphony No. 1 in D Major - Zubin Mehta/Israel Philharmonic Orchestra, 2005 EMI
- Mahler, Symphony No. 2 - Christa Ludwig/Ileana Cotrubas/Wiener Philharmoniker/Wiener Staatsopernchor/Zubin Mehta, 1975 Decca
- Mahler, Symphony No. 4 in G - Barbara Hendricks/Israel Philharmonic Orchestra/Zubin Mehta, 1979 Decca
- Mahler, Sinf. n. 5 - Mehta/LAPO, 1976 Decca
- Mahler: Rückert-Lieder; Lieder eines fahrenden Gesellen; Kindertotenlieder - Marilyn Horne/Los Angeles Philharmonic/Zubin Mehta, 2006 Decca
- Mozart: Sinf. n. 34 & 39 - Israel Philharmonic Orchestra/Zubin Mehta, 1977 Decca
- Mozart: Sinf. n. 40 & Eine kleine Nachtmusik - Israel Philharmonic Orchestra/Zubin Mehta, 1978 Decca
- Mozart: Sinfonia concertante, K. 364 - Israel Philharmonic Orchestra/Itzhak Perlman/Pinchas Zukerman/Zubin Mehta, 1985 Deutsche Grammophon
- Mozart, Serenade "Gran Partita" - Berliner Philharmoniker/Zubin Mehta, 1995 SONY BMG
- Mozart: Flute Concertos, K. 313 & 314 - Israel Philharmonic Orchestra/Jean-Pierre Rampal/Zubin Mehta, 1989 Sony
- Mozart, Le nozze di Figaro - Mehta/Gallo/Mattila/Pertusi/Orchestra del Maggio Musicale Fiorentino, 1994 Sony
- Mozart, Don Giovanni - Mehta/Ulivieri/Spotti/Samuil/Israel Philharmonic Orchestra, 2009 Helicon Classics
- Orff: Carmina Burana - London Philharmonic Orchestra/Zubin Mehta, 1993 Teldec
- Prokofiev: Piano Concertos 2 & 4, Overture on Hebrew Themes - Israel Philharmonic Orchestra/Juilliard String Quartet/Zubin Mehta, 1994 Sony
- Prokofiev: Piano Concertos Nos. 1, 3, 5 - Israel Philharmonic Orchestra/Yefim Bronfman/Zubin Mehta, 1993 SONY BMG
- Prokofiev, Violin Concertos No. 1 & 2 - Isaac Stern/New York Philharmonic/Zubin Mehta, 1983 SONY BMG/CBS
- Puccini, Fanciulla del West - Mehta/Neblett/Domingo/Milnes, 1977 Deutsche Grammophon
- Puccini, Turandot - Mehta/Sutherland/Pavarotti, 1972 Decca
- Puccini, Turandot in the Forbidden City - Zubin Mehta/Coro del Maggio Musicale Fiorentino/Orchestra del Maggio Musicale Fiorentino, 1998 BMG/RCA
- Puccini, Tosca - Zubin Mehta/New Philharmonia Orchestra, 1986 RCA Red Seal
- Puccini, Tosca - Andrea Bocelli/Fiorenza Cedolins/Orchestra del Maggio Musicale Fiorentino/Zubin Mehta, 2003 Sugar
- Puccini, La bohème - Andrea Bocelli/Barbara Frittoli/Israel Philharmonic Orchestra/Zubin Mehta, 2000 Sugar
- Ravel: Daphnis and Chloë (2nd Suite), Ma Mère L'Oye, La Valse - Los Angeles Philharmonic Orchestra/Zubin Mehta, 1971 Decca
- Rimsky-Korsakov, Scheherazade & Russian Easter Overture - Israel Philharmonic Orchestra/Zubin Mehta, 1988 SONY BMG/CBS
- Saint-Saens: Symphony No. 3 - Tal: Symphony No. 5 - Israel Philharmonic Orchestra/Zubin Mehta, 2008 Decca
- Saint-Saëns: Introduction & Rondo capriccioso; Havanaise - Sarasate: Carmen Fantasy - Chausson: Poème - Ravel: Tzigane - Itzhak Perlman/New York Philharmonic/Zubin Mehta, 2012 Deutsche Grammophon
- Schmidt: Symphony No. 4 - Schoenberg: Chamber Symphony - Zubin Mehta/Wiener Philharmoniker/Los Angeles Philharmonic, 1990 Decca
- Schönberg: Gurre-Lieder - New York Philharmonic/Zubin Mehta, 1992 Sony
- Schubert: Sinf. vol. 1, n. 1-4, 8 - Israel Philharmonic Orchestra/Zubin Mehta, 2011 Decca
- Schubert: Sinf. vol. 2, n. 5, 6, 9, Rosamunde (estratti) - Israel Philharmonic Orchestra/Zubin Mehta, 2011 Decca
- Schumann: Sinf. n. 1-4 - Wiener Philharmoniker/Zubin Mehta, 1990 Decca
- Shostakovich: Violin Concerto Nos. 1 & 3 Duets - Glazunov: Violin Concerto - Israel Philharmonic Orchestra/Perlman/Mehta, EMI - Miglior interpretazione solista di musica classica con orchestra (Grammy) 1991
- Sibelius: Violin Concerto in D Minor - Bruch: Scottish Fantasy - Israel Philharmonic Orchestra/Midori/Zubin Mehta, 1994 SONY BMG
- Smetana, Má Vlast (My Fatherland) - Zubin Mehta/Israel Philharmonic Orchestra, 1994 SONY BMG
- Richard Strauss: Also sprach Zarathustra - Los Angeles Philharmonic/Zubin Mehta, 1968 Decca
- Stravinsky: The Rite of Springs - New York Philharmonic/Zubin Mehta, 1978 CBS Masterworks
- Stravinsky: Petrouchka - New York Philharmonic/Zubin Mehta, 1980 CBS Masterworks
- Suppé, Overtures - Wiener Philharmoniker/Zubin Mehta, 1989 SONY BMG
- Verdi, Trovatore - Mehta/Pavarotti/Banaudi/Nucci, 1990 Decca
- Verdi, Il Trovatore - Zubin Mehta/New Philharmonia Orchestra/Domingo/Leontyne Price/Milnes, 1970 BMG/RCA
- Verdi, Aida - Grace Bumbry/Franco Corelli/Birgit Nilsson/Mario Sereni/Coro del Teatro dell'Opera di Roma/Orchestra del Teatro dell'Opera di Roma/Zubin Mehta, 1967 EMI
- Verdi, La Traviata - Alfredo Kraus/Coro del Maggio Musicale Fiorentino/Zubin Mehta/Orchestra del Maggio Musicale Fiorentino/Dmitri Hvorostovsky/Dame Kiri Te Kanawa, 1993 Decca
- Vivaldi, Quattro stagioni - Perlman/Stern/Mintz/Mehta, Deutsche Grammophon
- Wagner: Orchestral Music from Tannhäuser, Parsifal, Rienzi - Zubin Mehta/New York Philharmonic, 1992 Sony
- Williams: Star Wars Suite, Close Encounters of the Third Kind Suite - Zubin Mehta/Los Angeles Philharmonic, 1978 Decca
- Bocelli, Verdi (album) - Andrea Bocelli/Israel Philharmonic Orchestra/Zubin Mehta, 2000 Sugar
- Perlman, Virtuoso favourites (Sarasate/Chausson/Saint-Saëns/Ravel) - Mehta/NYPO, 1986 Deutsche Grammophon
- Isaac Stern: 60th Anniversary Celebration - Stern/Perlman/New York Philharmonic/Zukerman/Mehta, 1981 CBS/Sony - Miglior interpretazione solista di musica classica con orchestra (Grammy) 1982
- Leontyne Price Sings Verdi - Israel Philharmonic Orchestra/Price/Mehta, 1981 Decca - Grammy Award for Best Classical Vocal Solo 1983
- Conc. dei tre tenori, Cilea, Verdi, Puccini - Carreras/Domingo/Pavarotti, 1990 Decca - Grammy Award for Best Classical Vocal Solo 1991
- The 3 Tenors in Concert 1994 - Carreras - Domingo - Pavarotti with Mehta, Teldec - 1ª posizione in Austria, Svezia, Australia e Nuova Zelanda, 2ª nei Paesi Bassi e 3ª in Svizzera
- Neujahrskonzert 2007 - Wiener Philharmoniker/Mehta, Deutsche Grammophon - 1ª posizione in Austria
- New Year's Concert 1998 - Zubin Mehta/Wiener Philharmoniker, 1998 BMG/RCA
- Manhattan (film) (Original Motion Picture Soundtrack) - New York Philharmonic/Zubin Mehta, 1979 SONY BMG
- "Timeless" - Bruch Brahms - Conc. vl. n. 1/Conc. vl. op. 77, Garrett/Mehta/Israel PO, 2014 Decca - nona posizione in Austria
- Neujahrskonzert/New Year's Concert 2015 (Live) - Zubin Mehta/Wiener Philharmoniker, 2015 Sony - prima posizione in Austria ed ottava in Svizzera
- Mehta, Sinfonie e poemi sinfonici - WPO/NYPO/LAPO/Israel PO, 2015 Decca

## Premi
- 2006: Kennedy Center Honours
- 2007: Dan David Prize
- 2010: Premio Imperiale
- 2011: Hollywood Walk of Fame

## Opere
- Zubin Mehta, La partitura della mia vita raccolta da Renate von Matuschka, a cura di Renate von Matuschka, Milano, Excelsior 1881, 2007  [2006], ISBN 88-6158-007-6.